# Tịnh độ môn
Tịnh độ môn (zh. jìngtǔmén 淨土門, ja. jōtomon là giáo lý Tịnh độ, khuyên tìm cầu sự cứu độ thông qua nguyện lực của Phật A-di-đà.